# Strada europea E601
La strada europea E601 è una strada europea che collega Niort a La Rochelle. Come si evince dalla numerazione, si tratta di una strada di classe B posta nell'area delimitata a nord dalla E60, a sud dalla E70, ad ovest dalla E05 e ad est dalla E15.

## Percorso
La E601 è definita con i seguenti capisaldi di itinerario: "Niort - La Rochelle".